# BMW Z1
BMW Z1 – samochód sportowy klasy kompaktowej produkowany przez niemiecki koncern BMW w latach 1989 - 1991.

## Historia modelu

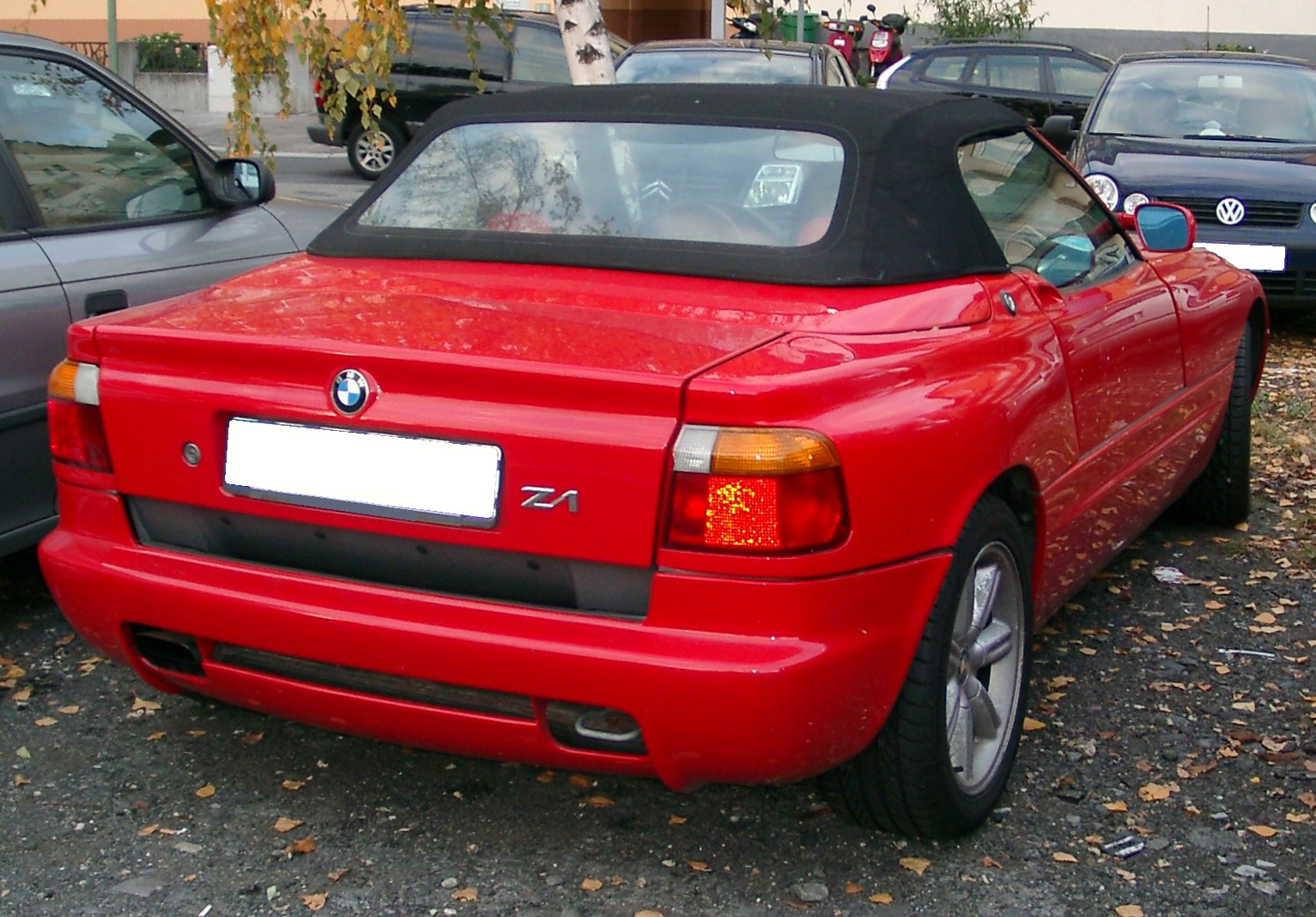
BMW Z1 - tył

Model Z1 został przedstawiony prasie w 1986 roku, by rok później zostać oficjalnie zaprezentowany na Frankfurt Motor Show. Nazwa pochodzi od niemieckiego słowa Zukunft, czyli przyszłość. Zainteresowanie samochodem było tak duże, że BMW jeszcze przed produkcją otrzymało zamówienia na 5000 sztuk, lecz w 1988 popyt znacznie spadł, wskutek czego 3 lata później niemiecki producent zaprzestał montażu roadstera. Przypuszcza się, że spadek popytu spowodowany był wprowadzeniem przez konkurencję Mercedes-Benza SL, a początkowo duże zainteresowanie tym modelem spekulacjami inwestorów. 
Produkcja samochodu miała rozpocząć się w czerwcu 1988, lecz została opóźniona do marca następnego roku i trwała do czerwca 1991 r. Z1 wyróżniał się szczególnymi drzwiami. Nie były one otwierane na zewnątrz jak w tradycyjnych samochodach, czy też do góry, tylko chowane w dolnych progach. Roadster ten został wyprodukowany w liczbie 8000 sztuk.
Harm Lagaay, projektant Z1 twierdził, że przy pracy nad Z1 BMW opatentowało lampę wyładowczą, mechanizm drzwi, płytę podwozia. 

### Budowa
Szkielet samochodu wykonany jest z blachy stalowej, ocynkowanej, otacza podłogę wykonaną z żywicy epoksydowej wzmocnionej włóknem szklanym i PCW. Z zewnątrz Z1 pokryty jest powłoką wykonaną z różnych połączeń materiałów termoplastycznych. Choć samochód w znacznej mierze jest zbudowany jako nowy model, to części takie jak zawieszenie, skrzynia biegów i silnik są zapożyczone z BMW E30 325i.

### Cena
Nowy Z1 kosztował 83,000–89,000 DM. W 2001 modele używane były sprzedawane od 125 000 do 250 000 franków francuskich wliczając 19,6% VAT. Jeden egzemplarz został sprzedany za ponad 20 000 £ na aukcji Bonham's 2004 Olympia. W 2006 samochody te można było kupić we Francji. Ceny wahały się od  25 000 € do 30 000 €, przy czym najwięcej należało zapłacić za model w idealnym stanie przy małym przebiegu.

### Silnik
- R6 2,5 l (2494 cm³), 2 zawory na cylinder, OHC[1]
- Układ zasilania: wtrysk Bosch ME-Motronic[1]
- Średnica cylindra × skok tłoka: 83,00 mm × 73,00 mm[1]
- Stopień sprężania: 9,7:1
- Moc maksymalna: 170 KM (125 kW) przy 5800 obr./min[1]
- Maksymalny moment obrotowy: 222 N•m przy 4000 obr./min

### Osiągi
- Przyspieszenie 0-100 km/h: 7,9 s
- Przyspieszenie 0-160 km/h: 22,3 s
- Czas przejazdu pierwszych 400 m: 15,9 s
- Prędkość maksymalna: 217 km/h[1]